# Richard Schöne

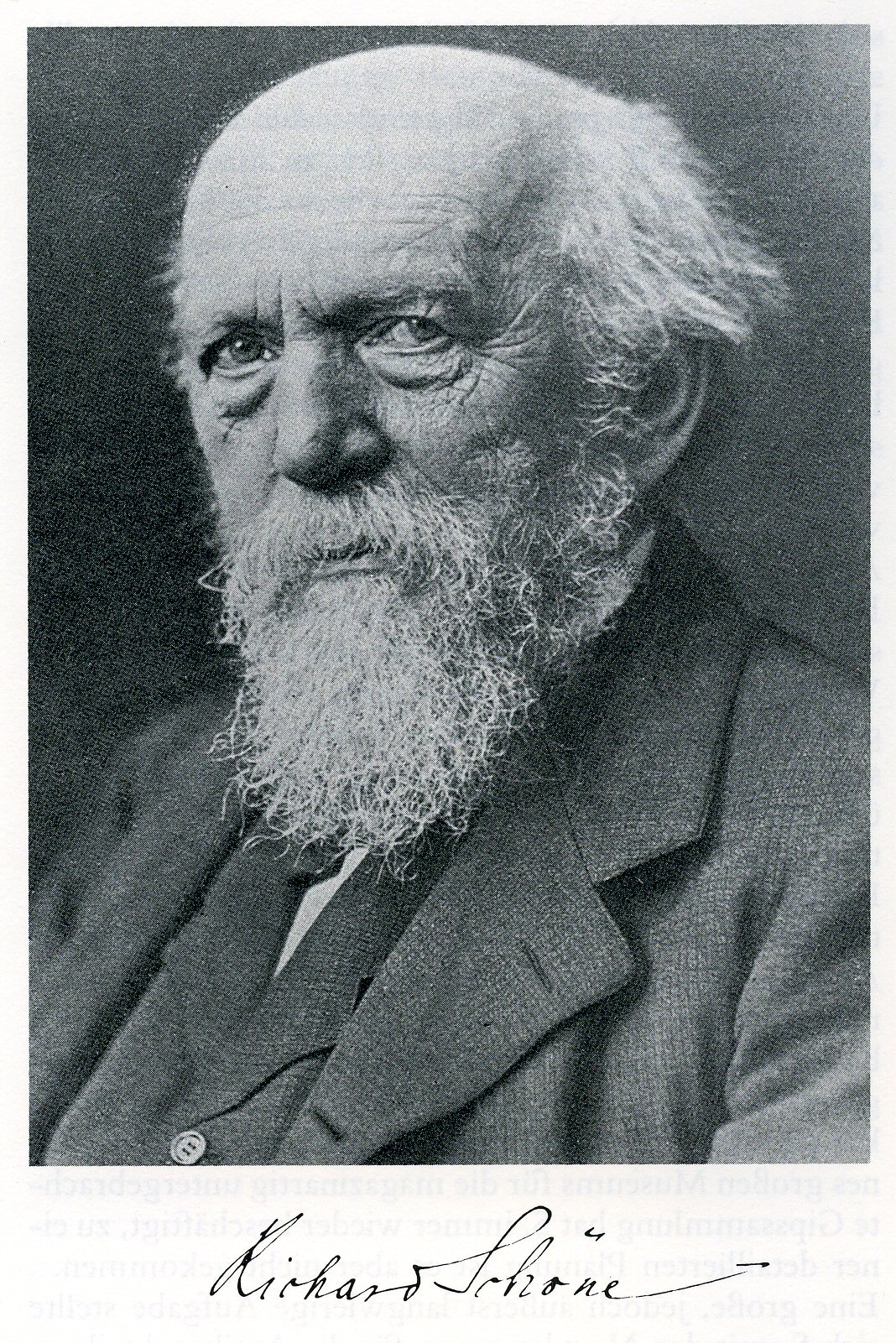
Spätere Fotografie

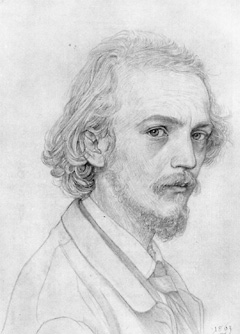
Richard Schöne (Selbstporträt 1863)

Karl Theophilus Richard Schöne (* 5. Februar 1840 in Dresden; † 5. März 1922 in Berlin-Grunewald) war ein deutscher Klassischer Archäologe und von 1880 bis 1905 Direktor der Königlichen Museen zu Berlin.

## Leben und Wirken
Richard Schöne wurde als Sohn des Magisters und Leiters der Dresdner Mädchenschule Gottlieb Immanuel Schöne (1794–1849), der aus Großröhrsdorf bei Radeberg stammte, und seiner Ehefrau Ulrike geb. von Schierbrand (1820–1870) geboren. Er begann 1858 sein Studium der Fächer Klassische Philologie und Philosophie an der Universität Leipzig, wo er 1861 bei Christian Hermann Weisse mit der Dissertation Über Platons Protagoras: Ein Beitrag zur Lösung der platonischen Frage promoviert wurde. Anschließend begann er eine Malerausbildung im Atelier von Friedrich Preller in Weimar, wandte sich jedoch bald wieder der wissenschaftlichen Laufbahn zu und unternahm 1864 eine Studienreise nach Italien, wo er in Rom mit Otto Benndorf und Reinhard Kekulé von Stradonitz bekannt wurde. Diese Begegnung brachte ihn zu seiner lebenslangen Beschäftigung mit der antiken Kunst, die Schöne schon damals mit zahlreichen Aufsätzen begann. Noch im Jahr seiner Rückkehr nach Deutschland (1868) habilitierte er sich in Berlin mit der Schrift Quaestionum Pompeianarum specimen für Archäologie und erhielt kurz darauf einen Ruf an die Universität Halle als außerordentlicher Professor, dem er 1869 folgte. Drei Jahre später verließ er die Universität, um in Berlin als Referent für Kunstangelegenheiten im Preußischen Kultusministerium zu arbeiten. Bereits ab 1878 vertrat er den beurlaubten Direktor der Königlichen Museen, Guido Graf von Usedom, dem er 1880 ins Amt folgte.
Während des Vierteljahrhunderts, in dem Schöne Direktor war, nahmen die Berliner Museen einen bemerkenswerten Aufschwung. Er sorgte für die systematische Vermehrung und Aktualisierung der älteren Bestände durch Einzelkäufe, Erwerbungen großer Sammlungen und Grabungen. Für die neuen Abteilungen der Museen initiierte er auch aufwändige Neubauprojekte. Dabei kam ihm nicht nur der wirtschaftliche Aufschwung der Gründerjahre zugute, sondern auch die Unterstützung des preußischen Kronprinzen Friedrich Wilhelm. Eine wichtige Neuerung Schönes war die Reorganisation der Museen, die er mit seinem Statut von 1878 auf den Weg brachte. Er räumte den Direktoren größere Selbständigkeit gegenüber dem Generaldirektor und eigene Finanzmittel ein. Seine Leistungen waren nicht allein lenkender, sondern vor allem vermittelnder Natur. Diese in der Tradition liberal-bürgerlicher Kulturpolitik garantierte weitgehende Abteilungsautonomie legte den Grundstein zum Aufstieg der Berliner Museen zu weltweiter Bedeutung. Adolf Bastian baute nicht zuletzt dank der durch das Intervenieren von Richard Schöne immer wieder neu organisierten Expeditions- und Erwerbungsmittel, das Berliner Museums für Völkerkunde zu einem weltweit einzigartig enzyklopädischen Institut auszubauen. Schöne überzeugte auch Bismarck, Schliemanns dem „deutschen Volk“ geschenkte trojanische Altertümer in den Bestand des Museums für Völkerkunde zu überführen. Schöne bereicherte die Berliner Antikensammlung um zahlreiche Funde der Pergamon-Nachfolgegrabungen in Magnesia am Mäander, Priene und Milet und gründete schließlich 1899 insbesondere für die Funde aus den Grabungen der Deutschen Orientgesellschaft das Vorderasiatische Museum.
Auch außerhalb Berlins zeigte sich Schönes Einfluss: Er brachte die Provinzialrömische Archäologie entscheidend voran, indem er die Gründung der Provinzialmuseen in Bonn (1876) und Trier (1877) anregte und sich für die Gründung der Römisch-Germanischen Kommission beim Deutschen Archäologischen Institut einsetzte (1902). Bereits in diesen Jahren erhielt er reiche Anerkennung, darunter die Ehrenmitgliedschaft der Preußischen Akademie der Wissenschaften (1900), die Ernennung zum Wirklichen Geheimen Rat und die Verleihung des Kronenordens I. Klasse.
Mit Friedrich Althoffs Eintritt ins Kultusministerium stieß Schöne bei seinen Bemühungen auf immer stärkeren Widerstand. Nach zahlreichen Auseinandersetzungen über die moderne impressionistische Malerei entzog ihm Kaiser Wilhelm II. schrittweise das Vertrauen. Schließlich reichte Schöne 1905 seinen Abschied ein. Bis an sein Lebensende lebte er zurückgezogen in seiner von Alfred Messel entworfenen Villa in Grunewald, wo er sich besonders seinen philologischen Forschungen über Aeneas Tacticus widmete. Er starb am 5. März 1922 und ist auf dem Friedhof Grunewald beigesetzt. Sein Nachlass befindet sich im Zentralarchiv der Staatlichen Museen zu Berlin. In den folgenden Jahrzehnten wurde die Erinnerung an Schönes Leistung immer mehr in den Hintergrund gedrängt, nicht zuletzt durch die stark tendenziösen Memoiren seines Nachfolgers Wilhelm von Bode.
Die 1994 begründete, institutionell unabhängige Richard-Schöne-Gesellschaft für Museumsgeschichte e. V. trägt ihren Namen in Erinnerung an den ersten bürgerlichen, wissenschaftlich ausgebildeten Generaldirektor der heutigen Berliner Staatlichen Museen.

## Familie
Schöne heiratete am 6. Mai 1869 in der Leipziger Nikolaikirche Cäcilie Härtel (* 10. Mai 1842 in Leipzig; † 26. April 1870 in Halle/Saale), eine Tochter des Musikverlegers Hermann Härtel (1803–1875). Dieser Ehe entstammte der Philologe Hermann Schöne. Nach dem frühen Tod seiner ersten Frau ehelichte Schöne am 15. April 1873, ebenfalls in der Leipziger Nikolaikirche, deren Schwester, die geschiedene Helene Wigand geb. Härtel (* 1. Juni 1844 in Leipzig; † 26. Juni 1928 in Berlin). Sie war zuvor mit dem Buchhändler Albrecht Wigand verheiratet, einem Sohn des Buchhändlers Georg Wigand.
Der zweiten Ehe entstammen vier Kinder. Der Sohn Georg Schöne (1875–1960), Chirurg und Hochschullehrer, zählt zu den Pionieren der Transplantationsimmunologie. Die Tochter Johanna (1878–1920) war Bildhauerin. Ein Werk von ihr, der Kopf ihres Vaters in Bronze, ist/war in der Alten Nationalgalerie ausgestellt. Sie war eine Patentochter des Violinisten, Dirigenten und Komponisten Joseph Joachim (1831–1907). Die Tochter Clara (1881–1964) war nach Clara Schumann (1819–1896), der mütterlichen Freundin von Helene Schöne, benannt worden. Clara Schöne heiratete den Arzt und Hochschullehrer Wilhelm Zinn. Der Sohn Friedrich Schöne (1882–1963), Jurist und Verwaltungsbeamter, wurde als Landrat bekannt und war von 1922 bis 1924 Vorsitzender des Folkwang-Museumsvereins.
Schönes Bruder war der Philologe und Literaturhistoriker Alfred Schöne. Der königlich niederländische Offizier Wolf Curt von Schierbrand war sein Onkel.

## Schriften (Auswahl)
- Über Platons Protagoras: Ein Beitrag zur Lösung der Platonischen Frage. Breitkopf & Härtel, Leipzig 1862 (VIII, 98 S., archive.org). Nachdruck der Ausgabe von 1862. Hansebooks GmbH, Norderstedt 2016, ISBN 978-3-7433-4137-1 (Online-Ressource, 112 Seiten).
- Friedrich Prellers Odyssee-Landschaften: Nebst einer Tafel zur Übersicht über die künftige architektonische Anordnung der Bilder. Breitkopf & Härtel, Leipzig 1863 (51 S.). Nachdruck der Ausgabe von 1863. Hansebooks GmbH, Norderstedt 2017, ISBN 978-3-7436-4839-5 (Online-Ressource, 60 Seiten).
- Beiträge zur Lebensgeschichte des Malers Jacob Asmus Carstens. In: Archiv für die zeichnenden Künste. Band 12, 1866.
- mit Otto Benndorf: Die antiken Bildwerke des Lateranensischen Museums. Breitkopf & Härtel, Leipzig 1867 (Digitalisat).
- Quaestionum Pompeianarum specimen. Breitkopf & Härtel, Lipsiae 1868 (34 S.).
- Bruchstücke von den Baurechnungen des Erechtheions. In: Helmut Berve [u. a.] (Hrsg.): Hermes. 1870.
- Ciste prenestine. In: Annali dell'Instituto di Corrispondenza Archeologica; 1870. 1870, S. 334–353.
- Fragmente einer statuarischen Gruppe der Scylla. Georg Reimer, Berlin 1870, S. 57–58.
- Vasorvm fictilivm ex eisdem oppidis ervtorum inscriptiones. In: Corpvs inscriptionvm Latinarvm. Nr. 4010, 1871.
- Griechische Reliefs aus athenischen Sammlungen: XXXVIII Tafeln in Steindruck mit erläuterndem Text. Breitkopf & Härtel, Leipzig 1872 (71 S.). Nachdruck der Ausgabe von 1872. Hansebooks GmbH, Norderstedt 2017, ISBN 978-3-7446-4402-0 (Online-Ressource, 124 Seiten).
- Votivrelief aus Megara. Georg Reimer, Berlin 1873.
- Le Antichita del Museo Bocchi di Adria. Salviucci, Roma 1878 (176 S., XXII Tafeln, Digitalisat).
- Richard Schöne (Hrsg.): Führer durch die Königlichen Museen. 6. Auflage. Spemann, Berlin 1886 (207 S.).
- Zum Gedächtnis Kaiser Friedrichs. In: Jahrbuch der Preußischen Kunstsammlungen. Band 9, 1888, ISSN 0934-618X, S. 201–208.
- Richard Schöne: Zu Hyginus und Hero. In: Jahrbuch des Deutschen Archäologischen Instituts. Band 5, 1890, S. 73–77, doi:10.11588/diglit.37651.6.
- Richard Schöne: Zu Polygnots delphischen Bildern. In: Jahrbuch des Deutschen Archäologischen Instituts. Band 8, 1893, S. 187–217, doi:10.11588/diglit.38776.21.
- Zur Erinnerung an Carl Humann. In: Jahrbuch der Preußischen Kunstsammlungen. Band 17, 1896, ISSN 0934-618X, S. 157–161.
- Zur Erinnerung an Ernst Curtius. In: Jahrbuch der Preußischen Kunstsammlungen. Band 17, 1896, ISSN 0934-618X, S. 216–220.
- Zur Erinnerung an Alfred von Sallet. In: Jahrbuch der Preußischen Kunstsammlungen. Band 19, 1898, ISSN 0934-618X, S. 3–7.
- Zur Erinnerung an Friedrich Lippmann. In: Jahrbuch der Preußischen Kunstsammlungen. Band 25, 1904, ISSN 0934-618X.
- Richard Schöne: Skiagraphia. In: Jahrbuch des Deutschen Archäologischen Instituts. Band 27, 1912, S. 19–23, doi:10.11588/diglit.44287.5.
- Das Pompejanische Alexandermosaik. In: Neue Jahrbücher für das klassische Altertum, Geschichte und deutsche Literatur und für Pädagogik. 1912.
- Richard Schöne, Hermann Schöne: Erinnerungen an Theodor Mommsen zum 30. Nov. 1917. Selbstverlag des Präsidiums der 54. Versammlung deutscher Philologen und Schulmänner, Münster i. W. 1923 (III, 32 S.).
- Richard Schöne: Heinrich Dreber. Herausgeber Wolfgang Schöne. Deutscher Verein für Kunstwissenschaft, Berlin 1940 (XIV, 228 S.).